# فرانچسکو رویگ
فرانچسکو رویگ (انگلیسی: Francisco Roig؛ زادهٔ ۱ آوریل ۱۹۶۸) یک تنیس‌باز اهل اسپانیا است.